# Sirmoor

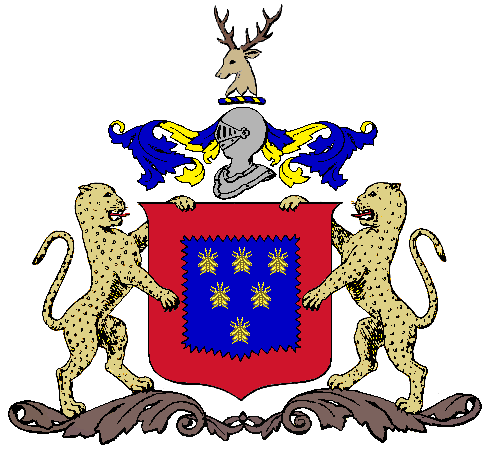
Escut

Sirmoor o Sirmur (també anomenat Nahan) fou un estat tributari protegit del grup d'estats de les Muntanyes Simla sota autoritat del comissionat de la divisió de Delhi a la província del Panjab a l'oest del Jumna i al sud de Simla. La superfície era de 3.103 km².

## Geografia
Limitava al nord amb els estats de Jubbal i Balsan; a l'oest amb el districte de Dehra Dun de les Províncies Unides, al sud amb el districte d'Ambala i l'estat de Kalsia, i a l'oest amb Patiala i Keonthal. A la part sud-est tenia la vall de Kiarda Dun però la resta del territori era muntanyós i la part sud corre vora es muntanyes Siwalik i la serralada de Dharthi que va paral·lela als Siwalik. El riu Markanda corre a l'oest i el Bata a l'est. Al nord-est de les muntanyes Dharthi hi ha la vall del Jalal, riu que és afluent del Giri que creuava l'estat i el dividida en dos parts; Cis-Giri i Trans-Giri. A la part central del nord hi havia el pic Chaur peak (3.714 metres) i altres cims eren el Haripur (2.552 metres) i el Gurwana (22.074 metres). Al nord-est el riu Tons, afluent del Jumna formava la frontera amb Dehra Dun.

## Població
L'única ciutat (i municipalitat) era Nahan i hi havia 973 pobles. La població era:
- l881: 112.371
- 1891: 124.134
- 1901: 135.626.

El 95% eren hindús i la resta sikhs i musulmans. La principal casta era la dels kanets. La llengua general era el pahari occidental (78%).

## Administració i govern
Antigament es dividia en bhojs subdividits en 12 waziris. A la segona meitat del segle XIx es va dividir en quatre tahsils: 
- Nahan (abans wazirs de Dharthi i Khol)
- Rainka (a l'est)
- Paonta (Kiarda Dun)
- Pachhad (a l'oest)

El govern estava en mans del raja amb control sobre diversos departaments (administratiu, judicial, militar, policia, comptable, obres públiques, mèdic, boscos, presons i foneries. En general regien les lleis britàniques i especialment les del Panjab.
Els tahsils estaven sota un tahsildar cadascun.
Hi havia una força de policia de 129 homes dirigida per un oficial responsable davant el raja.

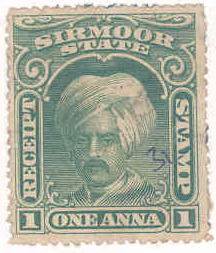
segell

## Segells
Sirmoor va emetre segells de Cour Fee (1874-1995), Recepit (1879-1900) i Revenue (1885 a 1945)

## Història
La tradició esmenta com a fundador al rajput de la raça solar Silrajbansi; la llegenda diu que una dona va presumir davant el raja de la seva habilitat pel funambulisme, i el raja la va desafiar a creuar d'anada i tornada el riu Giri damunt d'una corda i li va prometre la meitat del seu regne si triomfava; la dona va creuar sense problemes i quan ja retornava, un cortesà que s'oposava al desmembrament del regne, va tallar la corda i la dona va morir. Per aquest acte de traïció el regne fou devastat per unes inundacions i el raja va morir i el regne va quedar sense sobirà; poc després un príncep de Jaisalmer va visitar Hardwar com a peregrí i va ser convidat per un dels ministres del regne a assolir la sobirania. El príncep va enviar el seu fill el príncep (rawal) Sobha, que va pacificar l'estat on havien esclatat disturbis civils, i fou reconegut com a primer raja el 1095, agafant el títol de Raja Subans Prakash. La capital Sirmoor havia estat arrasada i es va fundar una nova capital, Rajban.
El vuitè raja va conquerir Ratesh, després un estat feudatari de Keonthal, vers 1150; i el seu successor va dominar Jubbal, Balsan, Kumharsain, Ghond, Kot, i Theog estenent els seus dominis pel Sutlej. Per molts anys aquestos territoris van romandre feudataris de l'estat. La capital va passar a Kalsi al Dehra Dun; però el control del raja sobre els feus del nord fou dèbil fins al segle XIV quan Bir Parkash va fortificar Hath-Koti (a la frontera de Jubbal), Rawain i Sahri i la darrera va esdevenir nova capital.
Una nova capital Nahan fou edificada el 1621 per Karam Parkash, i de vegades va donar el nom a l'estat, si bé el de Sirmoor no va desaparèixer. Nahan és encara capital, avui dia del districte de Sirmoor; la ciutat d'aquest nom és una població petita; les ruïnes de Sirmoor estant al costat de la població, a la vora del Kiarda Duni. El successor de Karam, Mandhata, va participar en la invasió de Garhwal i va cooperar amb Khalil Ullah, el general de l'emperador Shah Jahan; el successor Sobhag Parkash va rebre el territori de Jotaha com a recompensa pels seus serveis a l'imperi. Sota Aurangzeb el raja va ajudar en les operacions a Garhwal. En aquest temps l'agricultura va tenir un gran desenvolupament; l'emperador li va cedir el territori de Kolagarh.
Budh Parkash, el següent sobirà, va recuperar Pinjaur del germà adoptiu d'Aurangzeb. Raja Mit Parkash va donar asil al seu territori al guru sikh Gobind Singh, i li va permetre fortificar Paonta al Kiarda Dun; els gurus van derrotar a Bhangani, al Dun, al rages de Kahlur i Garhwal el 1688. Però el 1750 Kirat Parkash, després de derrotar el raja de Garhwal, va capturar Naraingarh, Morni, Pinjaur i altres territoris dels sikhs i va formar una aliança amb Amar Singh, raja de Patiala, al que va ajudar contra el seu wazir que s'havia rebel·lat. També va lluitar aliat al raja de Kahlur contra Ghulam Kadir Khan, el kan rohilla que havia envaït aquest darrer estat. Va ajudar al raja de Garhwal contra la invasió gurkha i encara que abandonat pels seus aliats, va poder imposar als gurkhes l'establiment del Ganges com a frontera. El seu fill Dharm Parkash va rebutjar les usurpacions del raja de Nalagarh i una invasió del raja de Garhwal, però va morir en combat singular contra Raja Sansar Chand de Kangra, que havia envaït Kahlur, el 1793. El va succeir el seu germà Karam Parkash, un mal governant, la conducta del qual va causar una revolta seriosa, per suprimir la qual va demanar ajut als gurkhes que van aprofitar l'oportunitat i no van tardar a apoderar-se del territori Sirmoor fent fugir a Ratan Parkash, germà de Karam al que els rebels havien posat al tron, però refusant després reposar a Karam Parkash; els gurkhes llavors van annexionar el regne (1804). La reina esposa de Karan, Rani Sahbia, filla del príncep de Goler, una dona de recursos i caràcter, va demanar l'ajut britànic cosa que va coincidir amb la declaració de guerra britànica als gurkhes, i una força fou enviada per ocupar Simoor. El 1815 els gurkhes van abandonar el país i poc després era retornat al fill de Karam i de la princesa de Goler, que era un menor, amb preferència sobre el seu parem per sanada de 21 de setembre de 1815 sent reconegut pel Nepal pel tractat de 2 desembre de 1815; va quedar sota regència de Rani Sahiba i del wazir Azizullah Khan; a ser declarat major d'edat i investit amb plens poders a Simla el 1827. Li foren entregats tots els territoris de l'estat (1815) excepte el fort i pargana de Kutaha o Gurhi donada al sardar musulmà d'aquesta fortales pels seus serveis contra els gurkhes; els territoris a l'est del Jumna amb Kotaha i Kiarda Dun foren annexionats a l'estat i el 1833 el Dun li fou incorporat contra el pagament de 50.000 rupies; el territori de muntanya al nord del riu Giri fou cedit al raja de keunthal i les parganes de Jaunsar i Bawar al Dehra Dun, annexionades als dominis britànics.
El raja va ajudar els britànics en la primera Guerra Angloafganesa i després a la primera Guerra Sikh, on un contingent de Sirmoor va lluitar a Hari-ka-pattan. Sota Shamsher Parkash (1856-98) l'estat va progressar i es va abolir la begar o feina forçada, es van fer carreteres, i moltes altres millores; el 1857 el raja va fer valuosos serveis en el mot; el 1880 va enviar un contingent a la frontera del nord-oest durant la segona Guerra Angloafganesa i el seu fill major Blr Bikram Singh va participar en l'expedició de Tirah del 1897. El raja tenia dret a salutació d'11 canonades.

## Llista de rages
| Nom                                                           | Inici del regnat | Final del regnat |
| ------------------------------------------------------------- | ---------------- | ---------------- |
| Karam Prakash                                                 | 1616             | 1630             |
| Mandhata Prakash                                              | 1630             | 1654             |
| Sobhag Prakash                                                | 1654             | 1664             |
| Budh Prakash                                                  | 1664             | 1684             |
| Mat Prakash (mort 1704)                                       | 1684             | 1704             |
| Hari Prakash                                                  | 1704             | 1712             |
| Bijay Prakash (mort 1736)                                     | 1712             | 1736             |
| Pratap Prakash (mort 1754)                                    | 1736             | 1754             |
| Kirat Prakash (mort 1770)                                     | 1754             | 1770             |
| Jagat Prakash (mort 1789)                                     | 1770             | 1789             |
| Dharam Prakash (mort 1793)                                    | 1789             | 1793             |
| Karam Prakash II (mort 1820)                                  | 1793             | 1803             |
| Ratan Prakash (instal·lat pels rebels i deposat pels gurkhes) | 1803             | 1804             |
| Karam Prakash II (pretendent sota ocupació gurkha, mort 1820) | 1804             | 1815             |
| Fateh Prakash (1809-1850)                                     | 1815             | 1850             |
| Raghbir Prakash (1827-1856)                                   | 1850             | 1856             |
| Shamsher Prakash (1846-1898)                                  | 1856             | 1898             |
| Surendra Bikram Prakash (1867-1911)                           | 1898             | 1911             |
| Amar Prakash (1888-1973)                                      | 1911             | 1933             |
| Rajendra Prakash (1913-1964)                                  | 1933             | 1948             |